# Новоріпне
Новоріпне (рос. Новорепное) — село у Єршовському районі Саратовської області Російської Федерації.
Населення становить 828 осіб. Орган місцевого самоврядування — Новорепинське муніципальне утворення.

## Історія
Населений пункт розташований у межах українського історичного та культурного регіону Жовтий Клин.
Від 23 липня 1928 року в складі Пугачовського округу Нижньо-Волзького краю. Орган місцевого самоврядування від 2004 року — Новорепинське муніципальне утворення.

## Населення
| 1959 | 2010 |
| ---- | ---- |
| 2400 | ↘828 |